# Bodegas Irache
Bodegas Irache est un domaine viticole d'Espagne situé en Navarre et fondé en 1891. Situé sur le Camino francés des chemins de Compostelle et jouxtant le monastère Santa María la Real d'Irache, il propose au pèlerin et au visiteur une fontaine délivrant gratuitement du vin et de l'eau.

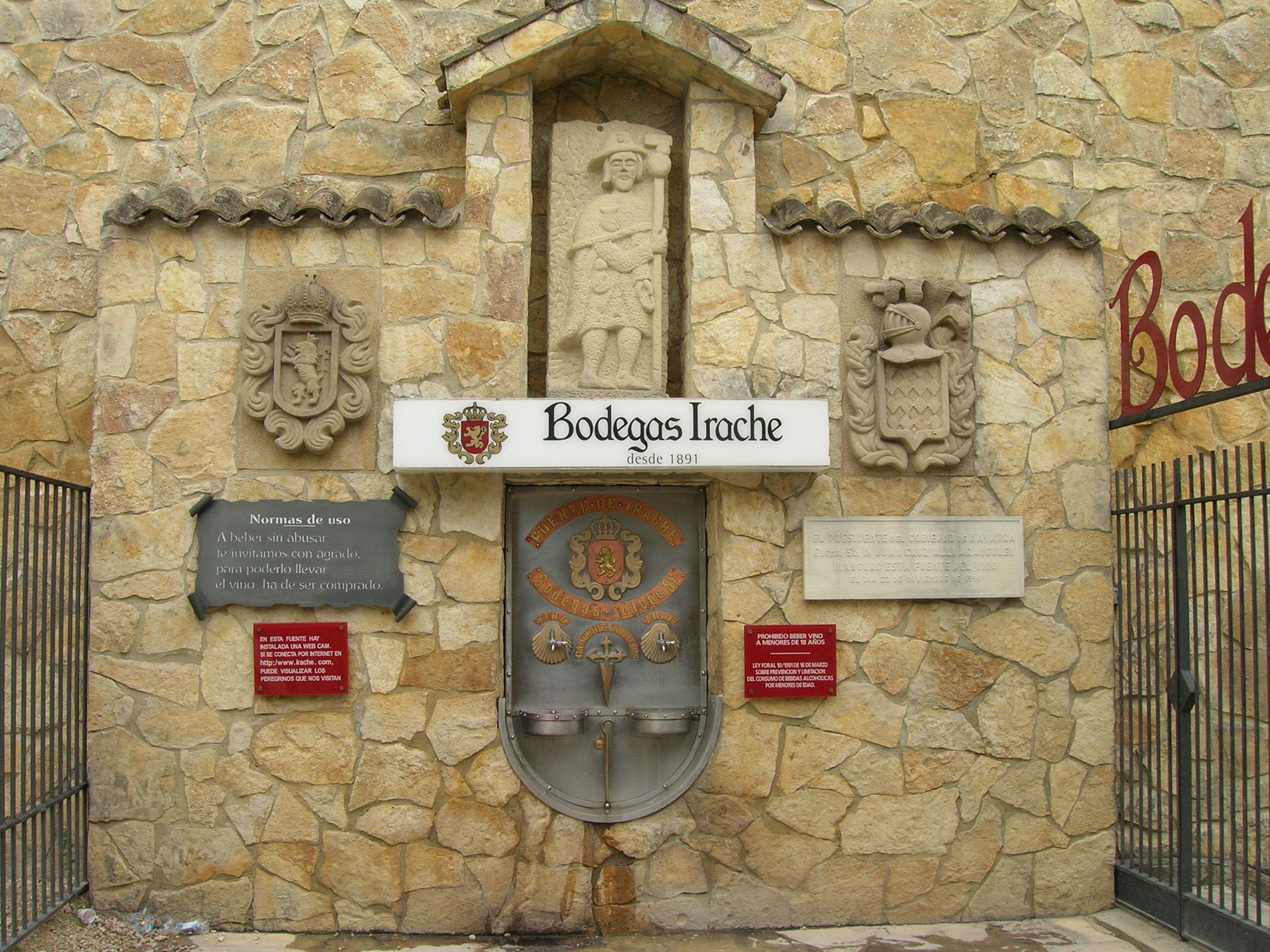
Vue de la fontaine adossée au bâtiment du domaine.